# Usine de Ravine-Glissante
L'usine de Ravine-Glissante est une ancienne usine sucrière de l'île de La Réunion, département d'outre-mer français dans l'est de l'océan Indien.
Située à Ravine-Glissante à Sainte-Rose, sa cheminée est inscrite en totalité, y compris son terrain d’assiette, à l'inventaire supplémentaire des Monuments historiques depuis le 2 mai 2002,. L'usine en totalité est inscrite par arrêté du 16 février 2024 qui se substitue au précédent arrêté.